# سرسيفة (أولاد بوعزة أولاد بورحمون)
سرسيفة هو دُوَّار يقع بجماعة أولاد بورحمون، إقليم الفقيه بن صالح، جهة بني ملال خنيفرة في المملكة المغربية. ينتمي الدوّار لمشيخة أولاد بوعزة أولاد بورحمون التي تضم 4 دواوير. يقدر عدد سكانه بـ 2063 نسمة حسب الإحصاء الرسمي للسكان والسكنى لسنة 2004.

## روابط خارجية
- البوابة الوطنية للجماعات الترابية نسخة محفوظة 12 مارس 2018 على موقع واي باك مشين.
- المندوبية السامية للتخطيط